# 앤트맨 (영화)
《앤트맨》(영어: Ant-Man)은 2015년에 개봉한 미국의 슈퍼히어로 영화이다. 마블 코믹스의 동명의 만화가 원작이다. 마블 시네마틱 유니버스 페이즈 2의 마지막 영화이기도 하다. 당초 에드거 라이트가 감독하기로 되어 있었으나 페이턴 리드로 교체되었고 라이트는 각본만 맡았으며 이후 조 코니시와 애덤 매케이 그리고 앤트맨 배우의 폴 러드도 같이 맡았다.

## 줄거리
언제까지 커져야만 하는가! 마블 역사상 가장 작고, 가장 강한 히어로가 온다! 하나뿐인 딸에게 멋진 아빠이고 싶지만, 현실은 생계형 도둑인 스콧 랭(폴 러드). 어느 날 그에게 몸을 자유자재로 늘리거나 줄일 수 있는 핌 입자를 개발한 과학자 행크 핌(마이클 더글라스)이 찾아와 수트와 헬멧을 건네며 ‘앤트맨’이 되어 줄 것을 요청한다. 어리둥절 하지만 일단 한번 해보기로 결심한 스콧 랭은 행크 핌의 딸인 호프(에반젤린 릴리)의 도움을 받아 점차 히어로의 면모를 갖추어가고, 그의 스승이자 멘토인 행크 핌 박사를 도와 핌 입자를 악용하려는 세력을 막아야 하는데… 마블 유니버스의 새로운 세계가 이제 그의 손에 달렸다!

## 배역
- 폴 러드 - 스콧 랭 / 2대 앤트맨 역

1대 앤트맨인 행크 핌에게 슈트를 물려 받는 2대 앤트맨.
- 마이클 더글러스 - 행크 핌 / 1대 앤트맨 역

개미처럼 몸을 축소시켜 곤충과 통신할 수 있는 앤트맨 슈트를 최초로 개발한 1대 앤트맨.
- 에반젤린 릴리 - 호프 반 다인 역

행크 핌과 자넷 반 다인의 딸.
- 코리 스톨 - 대런 크로스 / 옐로재킷 역

- 마이클 페냐 - 루이스 역

- T.I. - 데이브 역

- 데이비드 다스트말치안 - 커트 역

- 보비 카나베일 - 짐 팩스턴 역

- 우드 해리스 - 게일 역

- 주디 그리어 - 매기 랭 역

스콧 랭의 전 아내.
- 애비 라이더 포트슨 - 캐시 랭 역

스콧 랭의 딸.
- 존 슬래터리 - 하워드 스타크 역

- 헤일리 앳웰 - 페기 카터 역

- 마틴 도너번 - 미첼 카슨 역

- 헤일리 로빗 - 재닛 반 다인 / 와스프 역

- 앤서니 매키 - 샘 윌슨 / 팰컨 역

## 한국판 성우진
- 장민혁 - 스캇 랭 / 앤트맨(폴 러드)
- 박일 - 행크 핌(마이클 더글러스)
- 박신희 - 호프 밴 다임(에반젤린 릴리)
- 신용우 - 대런(코리 스톨)
- 홍수정 - 캐시 랭(애비 라이더 포트슨)
- 박영재 - 팔콘(앤서니 매키)
- 이호산 - 루이스(마이클 페냐)
- 권창욱 - 데이브(T.I.)
- 김하영 - 페기 카터(헤일리 앳웰)
- 원호섭 - 하워드 스타크(존 슬래터리) / 팩스톤(바비 카나베일)
- 정재헌 - 미첼 카슨(마틴 도너번)
- 임채헌 - 스티브 로저스 / 캡틴 아메리카(크리스 에반스)
- 정성훈 - 버키 반즈 / 윈터 솔져(세바스찬 스탠) / 커트(데이비드 더스트몰치언)